# مقاطعة بوكاهونتاس (فرجينيا الغربية)
مقاطعة بوكاهونتاس هي مقاطعة في فيرجينيا الغربية، بلغ عدد سكانها 8٬719  نسمة، في 2010، عاصمتها مارلينتون، تبلغ مساحتها 2٬439 كيلومتر مربع.

## الموقع
تشترك في الحدود مع:
- مقاطعة راندولف (فرجينيا الغربية)
- مقاطعة هايلاند
- مقاطعة وستر (فرجينيا الغربية)
- مقاطعة بيندلتون (فرجينيا الغربية)
- مقاطعة باث
- مقاطعة غرينبريه (فرجينيا الغربية).